# Else Niemöller

Else Niemöller (1919)

Else Maria Elisabeth Niemöller  (geborene Bremer, geboren 20. Juli 1890 in Elberfeld; gestorben 7. August 1961 in Åbenrå, Dänemark) war eine deutsche Pfarrfrau, Rednerin und Aktivistin der kirchlichen Frauen- und Friedensarbeit in der Nachkriegszeit. Sie lebte zuletzt in Wiesbaden.

## Familie und Ausbildung
Else Bremer war das erste von fünf Kindern des Ehepaares August Bremer und Helene Borberg.  Die Familie lebte in der Nordstadt von Elberfeld, einem der ärmeren Viertel. Hier praktizierte der Vater auch als Arzt. Politisch wuchs sie in einem nationalkonservativen protestantischen Milieu auf. Die Mutter war aufgrund einer Erkrankung seit ihrem 30. Lebensjahr gehbehindert. Daher übernahm die älteste Tochter schon früh familiäre Verpflichtungen.
In Elberfeld besuchte Else Bremer eine Mittelschule und eine Höhere Mädchenschule. Das Abitur konnte sie dort nicht ablegen, denn das war zu dieser Zeit noch nicht in allen Mädchenbildungseinrichtungen möglich. Der Abschluss berechtigte sie jedoch ab 1907 zum Besuch der städtischen Lehrerinnen-Bildungsanstalt in Elberfeld. Nach dreijähriger Ausbildung durfte Else Bremer als Lehrerin arbeiten. Sie unterrichtete ein Jahr an einer Privatschule im englischen Tunbridge Wells Deutsch und Gesang. Danach lehrte sie an verschiedenen Schulen in Elberfeld. Da sie Studienrätin werden wollte, begann sie 1916 an der Rheinischen Friedrich-Wilhelms-Universität Bonn Deutsch, Englisch und Geschichte zu studieren. Im selben Jahr wechselte sie zur Friedrich-Wilhelms-Universität Berlin. Dort wohnte sie im neu errichteten Victoria-Studienhaus in Charlottenburg, das von Emilie Winkelmann, der ersten freiberuflichen Architektin Deutschlands, entworfen worden war.
1917 verliebte sich Else Bremer in Martin Niemöller, einen Freund und früheren Klassenkameraden ihres Bruders Hermann und Seekadett wie dieser. Nach der Verlobung im Juli 1918 brach sie ihr Studium ab. Ohnehin hätte sie nach der Heirat die angestrebte Laufbahn als Studienrätin aufgeben müssen, denn noch galt die Zölibatsklausel, die verheirateten Beamtinnen die Berufstätigkeit verbot.

## Neue Lebensperspektiven (1918–1933)
Ausgelöst durch das Kriegsende am 11. November 1918 und der darauf folgenden Demobilisierung suchte der zum U-Bootkommandanten aufgestiegene Martin Niemöller nach anderen Berufsfeldern. Zu den Optionen gehörte der Aufbau eines landwirtschaftlichen Gutes in Argentinien oder Deutschland. Er kündigte seine Anstellung beim Militär und heiratete am 20. April 1919 Else Bremer. Ein Praktikum in der Landwirtschaft bei Verwandten im Tecklenburger Land sollte beiden die nötigen Kenntnisse für die neue Tätigkeit vermitteln. Doch für den Aufbau einer eigenen Existenz fehlte schließlich das Geld. Martin Niemöller entschied nun, Pfarrer zu werden. Im Oktober 1919 nahm er sein Theologiestudium an der Westfälischen Wilhelms-Universität Münster auf. Else Niemöller akzeptierte seine Entscheidung und schrieb rückblickend:
„Ich selbst, die ich damals noch nicht innerlich so mit meinem Mann verwachsen war, habe zwar unter den Spannungen dieser Tage sehr gelitten, aber absolut keinen Einfluss auf die Entscheidung meines Mannes genommen, was in späteren Jahren manchmal anders werden sollte.“
Das Ehepaar zog Ende 1919 nach Münster. Am 2. April 1920 kam ihre erste Tochter zur Welt. Zur Geburt konnte Martin Niemöller nicht anwesend sein, denn er befehligte zu dieser Zeit ein Bataillon der Akademischen Wehr Münster, mit dessen Unterstützung die "Rote Ruhrarmee" niedergeschlagen werden sollte. Für Else Niemöller scheint das nicht problematisch gewesen zu sein. Sie wurde nationalkonservativ erzogen und stand wie ihr Mann der Demokratie eher ablehnend gegenüber. Beide engagierten sich in der 1919 gegründeten Studentengruppe der DNVP an der Universität Münster, sie (für ein Semester) als Mitglied, er als Vorsitzender. Erst die folgenden Jahrzehnte und Ereignisse führten zum Umdenken bei beiden.
Else Niemöller organisierte den Haushalt, die Kindererziehung – bis 1935 brachte sie noch sieben Kinder zur Welt – und unterstützte ihren Mann beim Studium, z. B. beim Verfassen der Belegarbeiten. Nach einem verkürzten Vikariat wurde Martin Niemöller am 1. Dezember 1923 als erster hauptamtlicher Geschäftsführer der Inneren Mission für die westfälische Kirchenprovinz eingesetzt. Dieses Amt hatte er bis Ende Juni 1931 inne. Dann wechselte er nach Berlin-Dahlem, zunächst als 2. Pfarrer der Jesus-Christus-Kirche, 1933 erhielt er die erste Pfarrstelle an der St.-Annen-Kirche. Als Pfarrfrau stand Else Niemöller nun stärker in der Öffentlichkeit und trug mehr Verantwortung. Neue soziale Verpflichtungen kamen auf sie zu, vor allem Besuche in der Gemeinde. Großen Einfluss hatte sie auf die frühen Predigten ihres Mannes. Sie schlug ihm Themen vor und las Korrektur. Dabei legte sie Wert auf Verständlichkeit, auch sensibilisiert durch ihre Kinder und ihre Erfahrungen als Lehrerin.

## Zeit der Kirchenopposition (1933–1945)
Wie die evangelischen Kirchenleitungen und viele Protestanten glaubten auch Else und Martin Niemöller nach der Machtübernahme Adolf Hitlers im Januar 1933 an ein nationales Wiedererstarken. Sie begrüßten den Austritt Deutschlands aus dem Völkerbund am 14. Oktober 1933 und später die Rückkehr des Saarlandes zum Deutschen Reich. Zugleich engagierten sie sich in der kirchlichen Opposition, die sich gegen die Deutschen Christen wehrte und nach der Einführung des Arierparagraphen in der Evangelischen Kirche im September 1933 den Pfarrernotbund initiierte. Martin Niemöller übernahm dessen Leitung und gehörte im Mai 1934 zu den Mitbegründern der Bekennenden Kirche, der sich viele Gemeindeglieder in Dahlem anschlossen. Das Pfarrhaus wurde nun zum wichtigen Anlaufpunkt. Entsprechend überwachte es die Gestapo. Martin Niemöller wurde in den nächsten Jahren mehrfach verhaftet, verhört, vom Dienst suspendiert, mehrere Gerichtsverfahren gegen ihn eröffnet. Es gab Hausdurchsuchungen, 1934 schlug ein Sprengstoffanschlag im Haus fehl. Else Niemöller trug die wirtschaftlichen und psychischen Folgen mit und versuchte, ihre Kinder davor zu schützen.

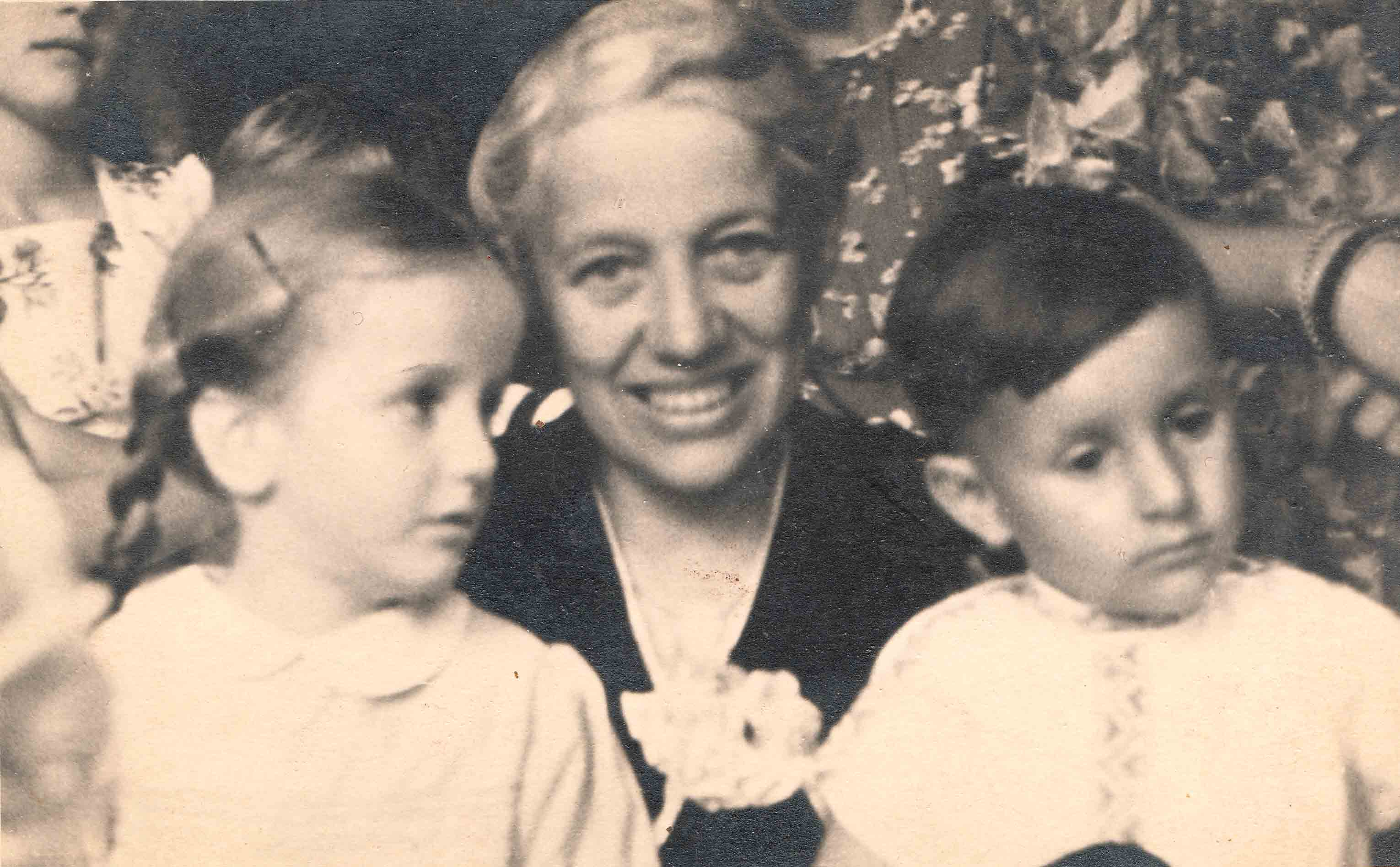
Else Niemöller mit ihrem Sohn Martin (rechts, 1939)

Am 1. Juli 1937 verhaftete die Gestapo Martin Niemöller erneut. Er hatte in seiner letzten Predigt wiederholt die staatlichen Maßnahmen gegen die Bekennende Kirche kritisiert. Zunächst saß er im Gefängnis Moabit. Das Gericht verurteilte ihn schließlich am 2. März 1938 zu sieben Monaten Festungshaft und einer Geldstrafe. Obwohl die Gefängnisstrafe durch die Untersuchungshaft als verbüßt galt, wurde er nach der Urteilsverkündung in das KZ Sachsenhausen eingewiesen. Else Niemöller war ihm in dieser Zeit seine wichtigste geistliche Kameradin. Als theologische Diskussionspartnerin stellte sie sich ihrem Mann erfolgreich entgegen, als er zum Katholizismus konvertieren wollte. Dafür holte sie sich auch Rat von Karl Barth und Hans Asmussen. Außerdem hielt sie den Kontakt zwischen ihm und der Dahlemer Gemeinde und beantwortete unzählige Briefe. Sie war nun allein für die Kinder verantwortlich. Auch wurde sie immer wieder von der Gestapo verhört. Das hatte gesundheitliche Folgen bis hin zu Krankenhausaufenthalten.
Else Niemöller zog 1943 mit ihren drei jüngsten Kindern nach Leoni am Starnberger See in das Ferienhaus von Maria Lempp, der Witwe des Verlegers Albert Lempp. So konnte sie schneller ihren Mann besuchen, der am 11. Juli 1941 ins KZ Dachau überstellt worden war. Hier erfuhr sie am 6. Mai 1945 von seiner Befreiung aus den Händen der SS in Südtirol (Befreiung der SS-Geiseln in Südtirol). Auch als Martin Niemöller aus amerikanischer Internierung im Juni 1945 entlassen wurde, lebte Else Niemöller noch in Leoni. Gemeinsam zogen sie 1946 auf Einladung der Familie des Fürsten zu Ysenburg und Büdingen ins Schloss Büdingen.

## Wirken in der Nachkriegszeit (1946–1961)

Grab von Else Niemöller und Dora Schulz auf dem Südfriedhof Wiesbaden (2019)

Die Jahre bis zu ihrem Tod waren geprägt von weltweiten Reisen mit ihrem Mann. Sie fuhren zu Konferenzen und Synoden, hielten Vorträge, gaben Interviews und predigten mitunter gemeinsam. Else Niemöller widmete sich vor allem der Frauen- und Friedensarbeit. Im Zentrum der Referate standen ihre Erfahrungen als Ehefrau des inhaftierten Martin Niemöller, die Bedeutung der Bekennenden Kirche in Deutschland, die Rolle der Frauen in der Kirchenopposition während des Nationalsozialismus und das Leben der Christen in der sowjetischen Besatzungszone bzw. DDR. Dabei mahnte sie immer wieder die besondere Verantwortung der Christinnen für den Frieden an.
Else Niemöller blieb die engste Kritikerin ihres Mannes, wie auch einem Brief von Fürstin Marie zu Ysenburg und Büdingen an ihre Schwester Prinzessin Olga zur Lippe am 18. Dezember 1945 zu entnehmen ist:
„Gestern [...] war ich kurz bei Frau Niemöller. [...] Sie waren jetzt in Westfalen und da hat er in 10 Tagen 18 mal gesprochen. Da sie alle Vorträge mit anhören und kritisieren muß, war sie Sonntag zusammengeklappt.“
Während ihrer ersten Reise in die USA 1946/47 begann das Ehepaar im Rahmen der CARE-Aktionen Spenden für Not leidende Deutsche zu organisieren und Patenschaften zu vermitteln. Diese Aktivitäten dehnten sie später auf weitere Länder aus. Martin Niemöller richtete dafür im Kirchlichen Außenamt der EKD ein „CARE-Büro“ ein. Es bestand von 1947 bis 1955 und wurde von Else Niemöller geleitet, zunächst in Büdingen, ab 1948 in Wiesbaden, wo die Familie seit der Wahl von Martin Niemöller zum Präsidenten der Evangelischen Kirche in Hessen und Nassau lebte. Dabei war es ihnen ein wichtiges Anliegen, auch christliche Bedürftige in der DDR zu unterstützen. Beide warben nach ihren Auftritten um Spenden und erweiterten das Netz der Helfenden durch gezielte persönliche Ansprachen.
Die weltweite Ökumene war Else Niemöller wichtig. Für den Weltgebetstag der Frauen 1951 bereitete sie mit Hildegard Schaeder, Referentin für die Orthodoxen Kirchen des Ostens im Außenamt der Evangelischen Kirche, die Gottesdienste vor. Im selben Jahr schloss sie sich der entstehenden Westdeutschen Frauenfriedensbewegung an. Else Niemöller unterstützte deren Aktionen, hielt Vorträge und wurde 1959 zur Ehrenpräsidentin ernannt. Mit diesen Aktivitäten gegen Wiederaufrüstung, Wehrpflicht und Kernwaffen stand sie wie ihr Mann unter dem Verdacht, kommunistisch agitiert worden zu sein. Zumal sich beide auch für eine deutsche Wiedervereinigung einsetzten und mehrfach in sozialistische Länder reisten.
Else Niemöller starb am 7. August 1961 bei einem Autounfall, den ihr Mann verursacht hatte. Auch die langjährige Hausangestellte der Familie Niemöller, Dorothea (Dora) Schulz, kam dabei ums Leben. Beide Frauen wurden auf dem Südfriedhof Wiesbaden beerdigt. Seit dem 7. August 2021 erinnert eine Informationstafel am Grab an das Wirken von Else Niemöller.